# Mostafa Meshaal
Mostafa Tarek Meshaal (28 marzo 2001) è un calciatore qatariota di origini egiziane, centrocampista dell'Al-Shamal e della Nazionale Qatariota.

## Carriera

### Nazionale
Nel 2022 viene convocato dal CT Félix Sánchez per il Mondiale 2022.

## Statistiche

### Cronologia presenze e reti in nazionale
| Cronologia completa delle presenze e delle reti in nazionale ― Qatar | Cronologia completa delle presenze e delle reti in nazionale ― Qatar | Cronologia completa delle presenze e delle reti in nazionale ― Qatar | Cronologia completa delle presenze e delle reti in nazionale ― Qatar | Cronologia completa delle presenze e delle reti in nazionale ― Qatar | Cronologia completa delle presenze e delle reti in nazionale ― Qatar | Cronologia completa delle presenze e delle reti in nazionale ― Qatar | Cronologia completa delle presenze e delle reti in nazionale ― Qatar |
| Data                                                                 | Città                                                                | In casa                                                              | Risultato                                                            | Ospiti                                                               | Competizione                                                         | Reti                                                                 | Note                                                                 |
| -------------------------------------------------------------------- | -------------------------------------------------------------------- | -------------------------------------------------------------------- | -------------------------------------------------------------------- | -------------------------------------------------------------------- | -------------------------------------------------------------------- | -------------------------------------------------------------------- | -------------------------------------------------------------------- |
| 26-8-2022                                                            | Wiener Neustadt                                                      | Qatar                                                                | 1 – 1                                                                | Giamaica                                                             | Amichevole                                                           | -                                                                    | 85’                                                                  |
| 7-1-2023                                                             | Basra                                                                | Kuwait                                                               | 0 – 2                                                                | Qatar                                                                | Coppa delle nazioni del Golfo 2023 - 1º turno                        | -                                                                    | 76’                                                                  |
| 10-1-2023                                                            | Basra                                                                | Qatar                                                                | 1 – 2                                                                | Bahrein                                                              | Coppa delle nazioni del Golfo 2023 - 1º turno                        | -                                                                    | 90’                                                                  |
| 15-6-2023                                                            | Ritzing                                                              | Giamaica                                                             | 1 – 2                                                                | Qatar                                                                | Amichevole                                                           | -                                                                    |                                                                      |
| 19-6-2023                                                            | Ritzing                                                              | Qatar                                                                | 0 – 1                                                                | Nuova Zelanda                                                        | Amichevole                                                           | -                                                                    |                                                                      |
| 25-6-2023                                                            | Houston                                                              | Haiti                                                                | 2 – 1                                                                | Qatar                                                                | Gold Cup 2023 - 1º turno                                             | -                                                                    |                                                                      |
| 29-6-2023                                                            | Glendale                                                             | Qatar                                                                | 1 – 1                                                                | Honduras                                                             | Gold Cup 2023 - 1º turno                                             | -                                                                    | 90’                                                                  |
| 2-7-2023                                                             | Santa Clara                                                          | Messico                                                              | 0 – 1                                                                | Qatar                                                                | Gold Cup 2023 - 1º turno                                             | -                                                                    | 45+4’                                                                |
| 8-7-2023                                                             | Arlington                                                            | Panama                                                               | 4 – 0                                                                | Qatar                                                                | Gold Cup 2023 - Quarti di finale                                     | -                                                                    |                                                                      |
| 7-9-2023                                                             | Al Wakrah                                                            | Qatar                                                                | 1 – 2                                                                | Kenya                                                                | Amichevole                                                           | -                                                                    | 46’                                                                  |
| 13-10-2023                                                           | Amman                                                                | Iraq                                                                 | 0 – 0                                                                | Qatar                                                                | Amichevole                                                           | -                                                                    | 46’                                                                  |
| 16-11-2023                                                           | Doha                                                                 | Qatar                                                                | 8 – 1                                                                | Afghanistan                                                          | Qual. Mondiali 2026                                                  | 1                                                                    |                                                                      |
| 21-11-2023                                                           | Bhubaneswar                                                          | India                                                                | 0 – 3                                                                | Qatar                                                                | Qual. Mondiali 2026                                                  | 1                                                                    | 70’                                                                  |
| 31-12-2023                                                           | Doha                                                                 | Qatar                                                                | 3 – 0                                                                | Cambogia                                                             | Amichevole                                                           | -                                                                    | 46’                                                                  |
| 5-1-2024                                                             | Doha                                                                 | Qatar                                                                | 1 – 2                                                                | Giordania                                                            | Amichevole                                                           | -                                                                    | 46’                                                                  |
| 12-1-2024                                                            | Al Khawr                                                             | Qatar                                                                | 3 – 0                                                                | Libano                                                               | Coppa d'Asia 2023 - 1º turno                                         | -                                                                    | 57’                                                                  |
| 17-1-2024                                                            | Al Khawr                                                             | Tagikistan                                                           | 0 – 1                                                                | Qatar                                                                | Coppa d'Asia 2023 - 1º turno                                         | -                                                                    | 59’                                                                  |
| 22-1-2024                                                            | Doha                                                                 | Qatar                                                                | 1 – 0                                                                | Cina                                                                 | Coppa d'Asia 2023 - 1º turno                                         | -                                                                    | 64’                                                                  |
| 3-2-2024                                                             | Al Khawr                                                             | Qatar                                                                | 1 – 1 dts (3 - 2 dtr)                                                | Uzbekistan                                                           | Coppa d'Asia 2023 - Quarti di finale                                 | -                                                                    | 103’                                                                 |
| 26-3-2024                                                            | al-Farwaniyya                                                        | Kuwait                                                               | 1 – 2                                                                | Qatar                                                                | Qual. Mondiali 2026                                                  | -                                                                    | 71’                                                                  |
| 6-6-2024                                                             | Al-Hasa                                                              | Afghanistan                                                          | 0 – 0                                                                | Qatar                                                                | Qual. Mondiali 2026                                                  | -                                                                    |                                                                      |
| 20-3-2025                                                            | Doha                                                                 | Qatar                                                                | 5 – 1                                                                | Corea del Nord                                                       | Qual. Mondiali 2026                                                  | -                                                                    |                                                                      |
| 25-3-2025                                                            | Biškek                                                               | Kirghizistan                                                         | 3 – 1                                                                | Qatar                                                                | Qual. Mondiali 2026                                                  | -                                                                    | 39’                                                                  |
| 5-6-2025                                                             | Doha                                                                 | Qatar                                                                | 1 – 0                                                                | Iran                                                                 | Qual. Mondiali 2026                                                  | -                                                                    | 61’                                                                  |
| 10-6-2025                                                            | Tashkent                                                             | Uzbekistan                                                           | 3 – 0                                                                | Qatar                                                                | Qual. Mondiali 2026                                                  | -                                                                    |                                                                      |
| Totale                                                               |                                                                      | Presenze                                                             | 25                                                                   |                                                                      | Reti                                                                 | 2                                                                    |                                                                      |

## Palmarès

### Nazionale
- Coppa d'Asia: 1

2023